# تخریب محیط زیست

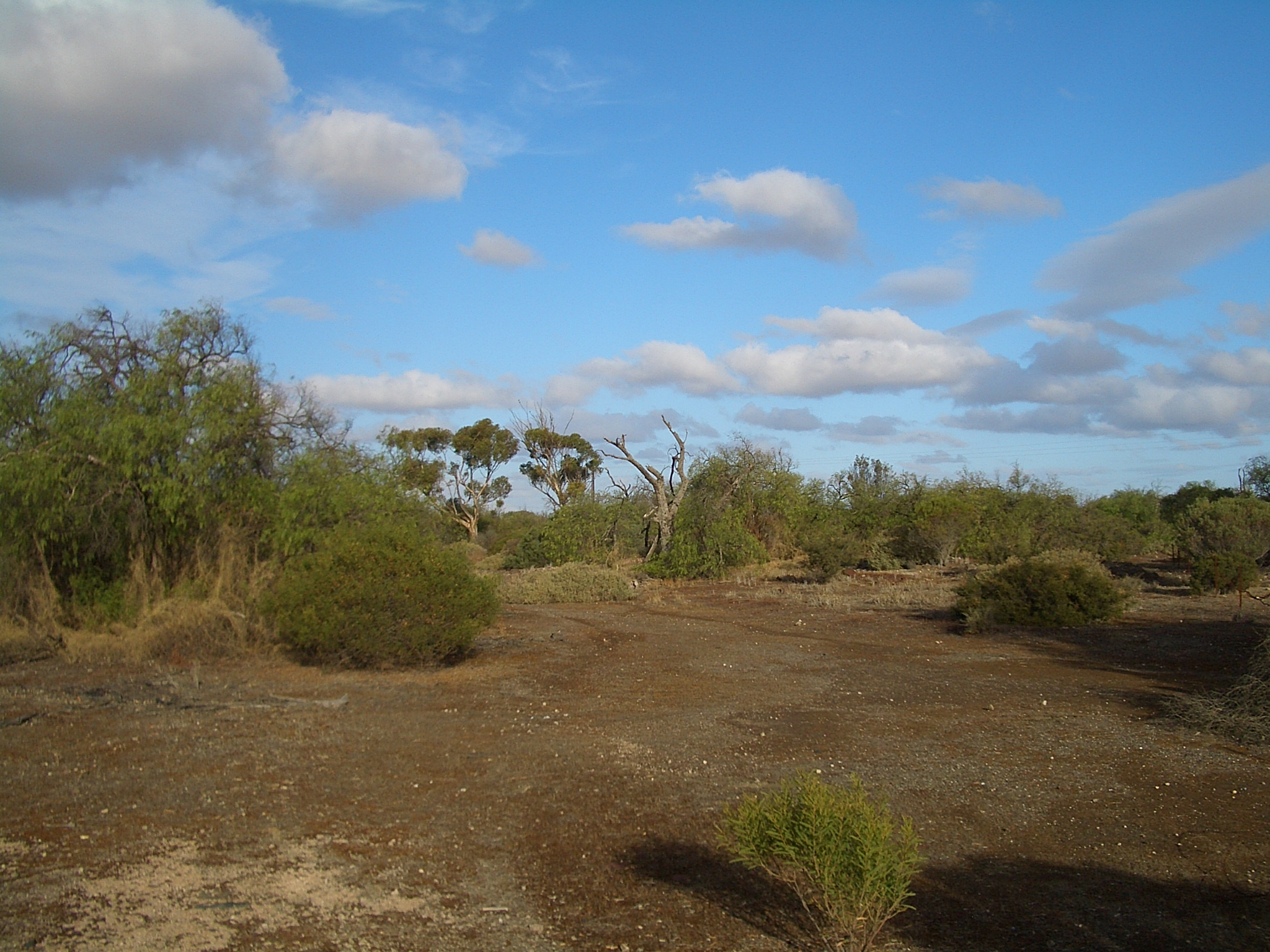
بیش از هشتاد سال پس از ترک معادن والارو (کادینا، استرالیای جنوبی)، خزه‌ها همچنان تنها پوشش گیاهی در زمین بعضی از نقاط این مکان هستند.

تخریب محیط زیست یا دگرگونی محیط زیست (به انگلیسی: Environmental degradation) به رو به وخامت گذاشتن شرایط محیط زیست از طریق کاستن منابع مانند هوا، آب، خاک؛ نابودی اکوسیستم‌ها، تخریب زیستگاه‌ها، انقراض حیات وحش و آلودگی گفته می‌شود. تعریف آن هرگونه دگرگونی یا اختلال در محیط زیست است که زیان‌بار یا نامطلوب باشد.
نگرانی‌های زیست‌محیطی شامل اثرات منفی هر فعالیت انسانی بر ویژگی‌های بیولوژیکی و همچنین فیزیکی محیط زیست است. برخی از چالش‌های اولیه زیست‌محیطی که نگرانی زیادی ایجاد می‌کنند عبارتند از: آلودگی آب، آلودگی هوا، آلودگی محیط طبیعی، آلودگی زباله و غیره. هیئت عالی‌رتبه تهدیدها، چالش‌ها و تغییر سازمان ملل متحد نسبت به ده تهدید هشدار داده است که یکی از این تهدیدات تخریب محیط زیست میباشد. استراتژی بین‌المللی سازمان ملل متحد با هدف پایین آوردن بلایای طبیعی، تخریب محیط زیست را به عنوان «کاهش ظرفیت محیط زیست برای برآورده کردن اهداف و نیازهای اجتماعی و اکولوژیکی» تعریف می‌کند. تخریب محیط زیست انواع مختلفی دارد. هنگام نابودی زیستگاه‌های طبیعی یا از بین رفتن منابع طبیعی، محیط زیست تخریب می‌شود. مدیریت نادرست محیط زیست که منجر به تخریب آن می‌شود می‌تواند منجر به اعتراض و درگیری شود که در آن جوامع در مخالفت با سوء مدیریت محیط زیست متشکل می‌شوند. 

## از دست دادن تنوع زیستی
دانشمندان محیط زیست ادعا می‌کنند که زمین به واسطه فعالیت‌های انسانی به سمت ششمین رویداد انقراض دسته جمعی سوق داده شده است. آنها می‌گویند از دست دادن تنوع زیستی به خصوص به عواملی مانند ازدیاد جمعیت انسان، رشد مداوم جمعیت انسانی و مصرف بی‌رویه منابع طبیعی توسط ثروتمندان جهان مربوط می‌شود. صندوق جهانی حیات وحش در سال ۲۰۲۰ گزارش کرد که فعالیت‌های انسانی به ویژه مصرف بیش از حد، رشد جمعیت و کشاورزی فشرده، ۶۸٪ از حیات وحش مهره‌داران را از سال ۱۹۷۰ تا کنون نابود کرده‌است.

## تفاوت دگرگونی و نابودی زیستگاه
میزان تاثیر فعالیت‌های انسان در طبیعت متفاوت است که گاهی کمتر و موجب دگرگونی زیستگاه ولی گاهی بیشتر و موجب نابودی زیستگاه می‌شود.
- دگرگونی زیستگاه (Degradation): از پیامد فعالیت‌های انسانی است که به طور غیرمستقیم دگرگونی زیستگاه را سبب می‌شود. از طریق آلودگی، تغییر اقلیم، و معرفی گونه‌های غیربومی، همه اینها کیفیت محیط زیست را کاهش می‌دهند، و آن را برای رشد گیاهان و جانوران بومی دشوار می‌سازد.
- نابودی یا تخریب زیستگاه (Destruction): فرآیندی که زیستگاه طبیعی آسیب دیده یا نابود شده است، به اندازه‌ای که دیگر توانایی پشتیبانی از جوامع طبیعی گونه‌ای و بوم‌شناختی که در آنجا هستند را ندارند.[۸]

## مدیریت آب
کاهش یافتن منابع آب شیرین، تلاش‌های رو به رشدی را در مدیریت آب برانگیخته است. در حالی که سیستم‌های مدیریت آب اغلب انعطاف‌پذیر هستند، تطبیق با شرایط هیدرولوژیکی جدید ممکن است بسیار پرهزینه باشد. رویکردهای پیشگیرانه برای جلوگیری از این هزینه‌های بالا، نیاز به بازسازی منابع آب، امری ضروری به شمار می‌رود.

## تغییرات آب و هوا و بارندگی
پیش‌بینی می‌شود که افزایش دمای کره زمین با افزایش بارندگی‌های جهانی مرتبط باشد، اما به دلیل افزایش رواناب سطحی، سیل، افزایش نرخ فرسایش خاک و جابجایی گسترده زمین، احتمالا کیفیت آب پایین می‌آید، زیرا  مواد مغذی داخل آب مواد آلاینده بیشتری را به همراه خود دارند. در حالی که بیشتر توجه در مورد تغییرات آب و هوایی معطوف به گرمایش جهانی و اثر گلخانه‌ای است، اما باید گفت که برخی از شدیدترین اثرات تغییرات آب و هوایی احتمالاً ناشی از تغییرات بارندگی، تبخیر، تعرق، رواناب‌های سطحی و رطوبت خاک است. به طور کلی انتظار میرود که به‌طور متوسط، بارندگی جهانی در برخی مناطق افزایش و در برخی نقاط دیگر کاهش یابد.